# Jef Planckaert
För andra personer med samma efternamn se Planckaert
Joseph "Jef" Planckaert, född den 4 maj 1934 i Poperinge, död den 22 maj 2007 i Zwevegem, var en belgisk tävlingscyklist som var professionell från 1954 till 1965. Sitt bästa år hade han 1962 då han vann  Paris-Nice, Liège-Bastogne-Liège, Tour de Luxembourg och belgiska mästerskapen i linjelopp, samt blev tvåa totalt i Tour de France (efter Jacques Anquetil och med Raymond Poulidor på tredje plats) och kom på andra plats i den inofficiella "världscupen" Super Prestige Pernods slutställning. Under karriären vann han även Kuurne-Bryssel-Kuurne (1955 och 1960), Dunkerques fyradagars (1957, 1960 och 1963) och Omloop Het Volk (1958), samt kom tvåa i Flandern runt (1957).

## Meriter
| 1954 Vinnare av Grand Prix d'Isbergues 9:a i Kampioenschap van Vlaanderen 1955 Vinnare av Kuurne–Bryssel–Kuurne 1956 3:a totalt i Tour de Suisse Vinnare av bergspristävlingen Vinnare av etapp 4 2:a totalt i Tour of Belgium 3:a i Milano–Sanremo Vinnare av etapp 3b 5:a i Challenge Desgrange-Colombo 5:a i La Flèche Wallonne 5:a totalt i Dwars door België 5:a i Kuurne–Bryssel–Kuurne 1957 Vinnare totalt av Quatre Jours de Dunkerque Vinnare av etapp 4 (ITT) 2:a i Ronde van Vlaanderen 4:a i La Flèche Wallonne 5:a i Liège–Bastogne–Liège 4:a totalt i Paris–Nice 5:a i Gent–Wevelgem 5:a i Milano–Sanremo 6:a i Challenge Desgrange-Colombo 1958 Vinnare av Omloop Het Volk Vinnare av Nationale Sluitingsprijs 2:a i linjelopp vid Belgiska mästerskapen 2:a i La Flèche Wallonne 9:a i Kampioenschap van Vlaanderen 1960 Vinnare av Kuurne–Bryssel–Kuurne Vinnare totalt av Quatre Jours de Dunkerque 2:a totalt i Deutschland Tour Vinnare av etapp 4 3:a i Liège–Bastogne–Liège 3:a i Gent–Wevelgem 6:a i Super Prestige Pernod 6:a i Grand Prix d'Isbergues 7:a i Circuit de l'Aulne 9:a totalt i Tour de Luxembourg 10:a i Paris–Tours | 1961 Vinnare av etapp 6 i Tour de France 3:a totalt i Paris–Nice 7:a i linjelopp vid Världsmästerskapen i landsvägscykling 7:a i Kuurne–Bryssel–Kuurne 8:a totalt i Tour de Suisse 10:a i Liège–Bastogne–Liège 1962 Vinnare av Liège–Bastogne–Liège Vinnare totalt av Paris–Nice Vinnare totalt av Tour de Luxembourg Vinnare av etapp 3 Belgisk mästare i linjelopp 2:a totalt i Tour de France 2:a i Super Prestige Pernod 3:a i Bryssel–Ingooigem 4:a i Paris–Roubaix 6:a i Ronde van Vlaanderen 6:a totalt i Tour of Belgium 6:a totalt i Giro di Sardegna 1963 Vinnare totalt av Quatre Jours de Dunkerque Vinnare av etapp 5b (ITT) 4:a i linjelopp vid Belgiska mästerskapen 6:a totalt i Tour of Belgium 7:a totalt i Tour de Luxembourg 7:a totalt i Giro di Sardegna 8:a i Rund um den Henninger Turm 10:a i Paris–Roubaix 10:a totalt i Critérium du Dauphiné Libéré 10:a i Paris–Bryssel 1964 4:a i Liège–Bastogne–Liège 4:a totalt i Paris–Nice 7:a i linjelopp vid Belgiska mästerskapen . 9:a i Brabantse Pijl 1965 7:a i Circuit des Frontières 9:a totalt i Giro di Sardegna |